# Императорски кълвач
Императорският кълвач (Campephilus imperialis) е вид птица от семейство Picidae.

## Разпространение и местообитание
Разпространен е в Мексико.